# 格尼達河 (塞雷特河支流)

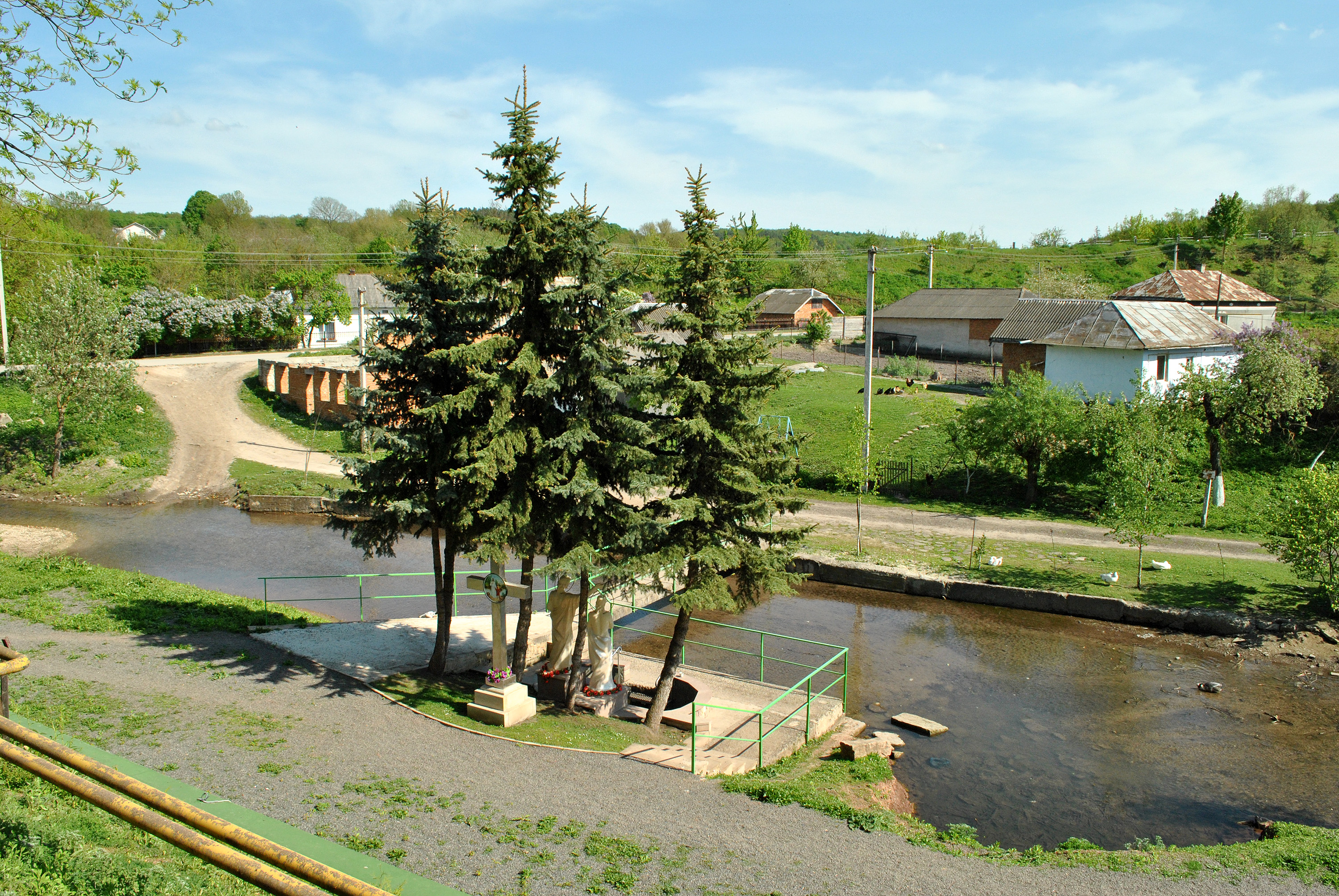

格尼達河（羅馬化：Hnyda），是烏克蘭的河流，位於該國西部捷爾諾波爾州，屬於塞雷特河的右支流，發源自米羅柳比夫卡以西，流經捷爾諾波爾區，河道全長3公里。